# Arrivano gli uomini
Arrivano gli uomini (укр. «Приїжджають люди») — студійний альбом італійського співака та кіноактора Адріано Челентано, що вийшов 6 травня 1996 року під лейблом «Clan Celentano».

## Історія
Після комерційного провалу попереднього «Quel Punto» (1994), у альбомі «Arrivano gli uomini», що вийшов 6 травня 1996 року, Челентано, відчуваючи власні фінансові проблеми, вирішив ретельніше підійти до його запису, де було істотно оновлено репертуар співака. Для запису диску були запрошені американський гітарист Майкл Томпсон (брав участь у записах Майкла Джексона, Шер, Рея Чарлза й інших зірок) і аранжувальник Фіо Дзанотті (співпрацював з Дзуккеро, Васко Россі й іншими) — ці музиканти згодом взяли участь у записі цілого ряду альбомів Челентано. Для приспіву у заголовній пісні «Arrivano gli uomini», був залучений дитячий хор міста Мілан під керівництвом Лаури Маркори. Музику до композиції альбому «Vento d'estate» написав син Челентано — Джакомо. Серед інших авторів пісень, зокрема, були: Карло Маццоні, який написав «Cosi come sei», та Мауро Спіна, що створив музику до «Ti lascio vivere», де зіграв на барабанах.

## Складова
Альбом складався з одинадцяти композицій, його музика представлена стилем поп-рок. У його піснях порушувалися теми любові та взаємовідносин між людьми. Всі пісні альбому раніше не публікувались, за винятком композиції «Scusami». Вона є римейком пісні «(Please) Stay a little longer» з фільму «Безумство Джеппо», де Челентано зіграв головну роль. Крім того, композиція вже виконувалася Челентано в 1978 році і увійшла до диску «Geppo il folle». У версії 1996 року змінено аранжування і текст, який переклали з англійської мови на італійську. Композиція «Ti lascio vivere (reprise)» є інструментальним доповненням пісні «Ti lascio vivere». Пісня «Solo da un quarto d'ora», де другий вокал виконала співачка Емануела Кортезі, існує у двох варіантах. У першому варіанті вона починається відразу, без відліку, у другому варіанті перед початком виконання співак робить відлік англійською мовою: «one, two, three and four».

## Просування
Челентано активно просував альбом «Arrivano gli uomini» у 1996 році на телебаченні, де він, зокрема, вперше з'явився як гість в телемережах «Fininvest» і «Mediaset», де для виконання він обрав менш гостросюжетні пісні альбому, зокрема, «Solo da un quarto d'ora» й оригінальну за складовою «Torno a settembre», яка стала малозрозумілою для публіки. Тоді як заголовний трек альбому, «Arrivano gli uomini», Челентано представляв на телеканалі Rai 1 під час виступу, який передував трансляції анімаційного диснеївського фільму «Бембі». Під час цього виступу Челентано виконував пісню у супроводі дитячого хору, окрім цього, демонструвалися кадри бігу співака біля його маєтку разом з дітьми та різні документальні кадри, що стосувалися різних соціальних проблем. Також Челентано виконував пісні альбому на таких телепередачах, як «Il Boom» Тео Теоколі, у 34-хвилинному випуску передачі «Numero Uno» на Rai 1 з ведучим Піппо Баудо 8 травня, у 27-хвилинному випуску «Super» — передачі Амбри Анджоліні на Canale 5 30 червня. Диск також презентувався в Німеччині, куди Челентано був запрошений для виконання декількох пісень на місцевому телебаченні.

## Комерційні показники
Попри велику рекламну компанію, альбом не мав бажаного комерційного успіху, Челентано так і не вдалося його випуском владнати свої фінансові проблеми, які він відчував на той час, до того ж, тривалість його запису у 8 місяців — ще більше погіршила фінансове становище студії «Clan Celentano» — що викликало у публіки чутки про захід музичної кар'єри Челентано. Альбом посів 8 сходинку у чарті Італії 1996 року, його наклад не перевищував 150.000 копій, що було одним з найнижчих показників серед інших робіт співака. А у загальноєвропейському чарті він посів 37 сходинку.

## Трек-лист
| #     | Назва                                                                  | Автор слів          | Автор музики                          | Тривалість |
| ----- | ---------------------------------------------------------------------- | ------------------- | ------------------------------------- | ---------- |
| 1.    | «Cosi come sei» (Така яка є)                                           | Карло Маццоні       | Карло Мадзоні                         | 4:51       |
| 2.    | «Arrivano gli uomini» (Приїжджають люди)                               | Адріано Челентано   | Адріано Челентано                     | 6:10       |
| 3.    | «Torno a settembre» (Повернусь у вересні)                              | Коррадо Конті       | Матео Паче                            | 5:02       |
| 4.    | «Balla con me» (Танцюй зі мною)                                        | Адріано Челентано   | Фіо Дзанотті                          | 7:21       |
| 5.    | «Scusami» (Вибач)                                                      | Адріано Челентано   | Даніеле Байма Бескет, Рональд Джексон | 6:07       |
| 6.    | «Solo da un quarto d'ora (з Емануелою Кортезі)» (Тільки чверть години) | Адріано Челентано   | Адріано Челентано                     | 5:44       |
| 7.    | «Ti lascio vivere» (Я даю тобі спокій)                                 | Фабріціо Берлінчоні | Мауро Спіна                           | 4:34       |
| 8.    | «Ti lascio vivere (reprise)»                                           | —                   | Мауро Спіна                           | 2:01       |
| 9.    | «Vento d’estate» (Літній вітер)                                        | Адріано Челентано   | Джакомо Челентано                     | 5:43       |
| 10.   | «Cercami» (Шукай мене)                                                 | Енцо Граньяніелло   | Енцо Граньяніелло                     | 4:41       |
| 11.   | «La gonna e l’insalata» (Спідниця і салат)                             | Адріано Челентано   | Адріано Челентано                     | 5:06       |
| 50:49 |                                                                        |                     |                                       |            |

## Творці альбому
- Адріано Челентано — вокал, продюсер;
- Емануела Кортезі[it] — бек-вокал;
- Стефано Бодзетті — бек-вокал;
- Стефано де Мако — бек-вокал;
- Морено Феррара — бек-вокал;
- Паола Фоллі — бек-вокал;
- Лола Фегалі — бек-вокал;
- Сільвіо Подзолі — бек-вокал;
- Лелла Франча — бек-вокал;
- Джордано Мацці — комп'ютерні технології;
- Леле Мелотті — ударні;
- П'єро Мікелатті — бас;
- Піно Піскетола — накладання;
- Томас Сассенбах — артдиректор;
- Мауро Спіна[it] — ударні, перкусія;
- Майкл Томпсон — гітара;
- Фіо Дзанотті — аранжування, синтезатор, орган, фортепіано;
- Дитячий хор міста Мілан, під керівництвом Лаури Маркори.

## Чарти
| Регіон/чарт (1996) | Позиція |
| ------------------ | ------- |
| Європа             | 37      |
| Італія (FIMI)      | 8       |

## Видання
«Arrivano gli uomini», як і попередній альбом, вийшов лише на CD і касетах, на LP він не випускався.
| Назва                                         | Лейбл                                     | Маркування    | Країна    | Рік      |
| --------------------------------------------- | ----------------------------------------- | ------------- | --------- | -------- |
| Arrivano Gli Uomini (CD, Album)               | Clan Celentano                            | CLCD 375032   | Італія    | 1996     |
| Arrivano Gli Uomini (CD, Album)               | Clan Celentano                            | 74321 38119 2 | Європа    | 1996     |
| Arrivano Gli Uomini (CD, Album)               | Clan Celentano                            | 74321 38119 2 | Німеччина | 1996     |
| Arrivano Gli Uomini (Cass, Album)             | Clan Celentano                            | CLMC 375034   | Італія    | 1996     |
| Arrivano Gli Uomini (Cass, Album, Unofficial) | Vigma                                     | VIGMA 643     | Білорусь  | 1996     |
| Arrivano Gli Uomini (Cass, Album, Unofficial) | Best Music                                | відсутній     | Україна   | 1996     |
| Arrivano gli uomini (CD, Album)               | RTI Music                                 | RTI 12022     | Італія    | 1996     |
| Arrivano Gli Uomini (CD, Album, RE)           | Clan Celentano                            | CLN 20412     | Італія    | 2002     |
| Arrivano Gli Uomini (CD, Album, RE)           | Clan Celentano, Arnoldo Mondadori Editore | CLN 2087-CCC  | Італія    | 2011     |
| Arrivano Gli Uomini (CD, Album, RE)           | Universal                                 | 3259130004656 | Європа    | 2012     |
| Arrivano Gli Uomini (CD, Album, Unofficial)   | Universal Music Russia                    | 4605026711327 | Росія     | 2013     |
| Arrivano Gli Uomini (CD, Album, Unofficial)   | Clan Celentano, BMG                       | 74321 38119 2 | Росія     | невідомо |
| Arrivano Gli Uomini (CD, Album, Unofficial)   | Clan Celentano S.r.l.                     | 74321 38119 2 | Росія     | невідомо |

## Сингли
Пісні «Cosi come sei», «Arrivano gli uomini», «Ti Lascio Vivere» і «Scusami» стали синглами. Перший сингл альбому, «Come come sei», мав успіх на радіо.

### Видання
| Назва                                             | Лейбл                              | Маркування                   | Країна | Рік  |
| ------------------------------------------------- | ---------------------------------- | ---------------------------- | ------ | ---- |
| Cosi' Come Sei (CD)                               | Clan Celentano, Ricordi            | 74321 38110 2                | Європа | 1996 |
| Arrivano Gli Uomini/Ti Lascio Vivere/Scusami (CD) | Clan Celentano, BMG Ricordi S.p.A. | 74321 42358 2, 74321 42358 2 | Європа | 1996 |